# Silva Čušin
Silva Čušin Povše, slovenska filmska in gledališka igralka, * 8. julij 1957, Ljubljana
Je prvakinja igralskega ansambla Slovenskega narodnega gledališča Drama Ljubljana. Med drugim je prejemnica nagrade Borštnikov prstan.

## Mladost
Rodila se je 8. julija 1957 očetu Lovrencu in materi Cirili Čušin. V domači Ljubljani je obiskovala osnovno šolo, leta 1972 pa se je vpisala na Gimnazijo Moste, ki jo je zaključila leta 1976. Tako v osnovni kot srednji šoli je obiskovala dramski krožek.
Ob koncu gimnazije je opravila sprejemne izpite in se vpisala na študij dramske igre na Akademiji za gledališče, radio, film in televizijo v Ljubljani, kjer je leta 1980 absolvirala in nato 1984 diplomirala. Študij je začela v letniku Franceta Jamnika in Borisa Juha, zaključila pa pod mentorstvom Zvoneta Šedlbauerja in Kristijana Mucka.

## Igralska kariera
Že v času študija je igrala v mnogih uprizoritvah in gledališčih, med drugim v Slovenskem narodnem gledališču Drama Ljubljana, Gledališču Glej in Mestnem gledališču ljubljanskem. Leta 1985 je postala članica igralskega ansambla SNG Drama Ljubljana, kjer še vedno igra. Ustvarja tudi za film in televizijo.
Je prejemnica številnih stanovskih nagrad, med drugim je prejela nagrado Prešernovega sklada in dve Borštnikovi nagradi, leta 2007 - pri štiridesetih letih - pa tudi Borštnikov prstan.

## Zasebno
Je poročena in mati sina ter hčerke.

## Filmografija

### Filmi
- Sanremo (2020): Duša
- Vsi proti vsem (2020): Tončka, Frantina žena
- Jaz sem Frenk (2019): Marjuta
- Skriti spomini Angele Vode (2009, TV): Angela Vode
- 9:06 (2009): Majda, bivša žena
- Estrellita - pesem za domov (2007): Dora
- Trsta je naš! (2009, kratki): Marija
- Hit poletja (2008, TV): Tinina mama
- Predmestje (2004): Ema
- Primer Feliks Langus ali Kako ujeti svobodo (1991, TV): Feliksova žena
- Ljubezen nam je vsem v pogubo (1987, TV): Lenčka
- Sanjarjenje (1983, TV)
- Sin pogubljenja (1983, TV)
- Dež v Piranu (1983, TV)

### TV serije
- Na terapiji (2011): Ema Kogovšek

## Nagrade
- študentska Severjeva, 1979 - Evgenija Mrożek Tango (AGRFT)
- Borštnikova nagrada za mlado igralko, 1980 - Babica-Evica Strniša Žabe (AGRFT)
- Severjeva, 1986 - Ljubica Jančar Veliki briljantni valček, Tantalla Zajc Kálevála, Ivana Churchill Punce in pol, Jožefina Kreft Krajnski komedijanti (Drama Ljubljana)
- nagrada Prešernovega sklada, 1988 - Hana Grum Dogodek v mestu Gogi, Tantalla Zajc Kálevála, Ismena Smole Antigona (Drama Ljubljana)
- Župančičeva nagrada, 1996 - Hannah Jarvis Stoppard Arkadija, Olga Čehov Tri sestre (Drama Ljubljana)
- Borštnikova nagrada, 2005 - Kraljica Izabela Marlowe Edvard Drugi (Drama Lj)
- vesna za glavno vlogo, 2007 - Dora Pevec Estrellita – pesem za domov
- Borštnikov prstan, 2007
- vesna za stransko vlogo, 2009 - Majda Šterk 9:06
- žlahtna komedijantka, 2011, Dnevi komedije Celje - Mara Rozman Korošec Tadel Ponudba in povpraševanje (Drama Ljubljana)
- nagrada Ita Rina za življenjsko delo, 2022 - Društvo slovenskih avdiovizualnih igralcev